# دوغلاس دافيد فيرنانديز
دوغلاس دافيد فيرنانديز (13 ديسمبر 1983 في سيارا في البرازيل – )؛ هو لاعب كرة قدم كان يلعب كلاعب وسط.

## وصلات خارجية
- دوغلاس دافيد فيرنانديز على موقع رابطة كرة القدم اليابانية للمحترفين (اليابانية)
- دوغلاس دافيد فيرنانديز على موقع قاعدة بيانات كرة القدم.إي يو (الإنجليزية)
- دوغلاس دافيد فيرنانديز على موقع Soccerway.com (الإنجليزية)